# ФК «Динамо» Москва в сезоне 1924
Сезон 1924 года — 2-й в истории футбольного клуба «Динамо» Москва.
В нем команда приняла участие в весеннем и осеннем чемпионате Москвы и в первенстве «Динамо».

## Общая характеристика выступления команды в сезоне
Перед началом сезона, осенью 1923 года, руководством общества «Динамо» на роль капитана команды (в те годы также практически выполнявшего роль тренера и организатора) был приглашен отлично зарекомендовавший себя на этом поприще в «Красной Пресне» Иван Тимофеевич Артемьев (вместе с ним пришли еще несколько футболистов из этого клуба — Дмитрий Маслов, Станислав Мизгер, Пётр Мидлер).
Именно при И.Артемьеве произошло становление клуба «Динамо» — он сумел наладить тренировочный процесс (до этого практически отсутствовавший), укрепить дисциплину на поле и вне его (для этого пришлось расстаться с рядом достаточно известных футболистов), фактически создать систему «младших» команд (так в те годы назывались дублеры), а также наладить решение множества организационных вопросов: от экипировки игроков (И.Артемьев был известным в Москве обувным мастером и самолично пошил комплекты бутс для всех пяти команд клуба) до проведения выставочных матчей с целью сбора средств на нужды клуба. Своей энергичной деятельностью он сумел создать вполне современно функционирующее для тех лет клубное хозяйство, заложив фундамент грядущих успехов «Динамо».
Пока же по подбору игроков динамовцы еще не могли сравниться с признанными грандами тех лет, занимая в двух первенствах столицы этого сезона сравнительно невысокие места.
В ставшем традиционном ежегодном матче со своими теперь уже ленинградскими одноклубниками динамовцы одержали победу.

## Команда

### Состав
| Игрок                | Дата рождения    | Сезон в «Динамо» | Бывший клуб               |
| Вратари              | Вратари          | Вратари          | Вратари                   |
| -------------------- | ---------------- | ---------------- | ------------------------- |
| Фёдор Чулков         | 17 февраля 1898  | 2                | КФ «Сокольники»           |
| Станислав Мизгер     | [[ ]] 1906       | 1                | «Красная Пресня»          |
| Защитники            |                  |                  |                           |
| Иван Ленчиков        | 31 мая 1899      | 2                | КФ «Сокольники»           |
| Николай Игнатов      | 2 мая 1894       | 2                | КФ «Сокольники»           |
| Полузащитники        |                  |                  |                           |
| Иван Овечкин         | 26 апреля 1897   | 2                | КФ «Сокольники»           |
| Пётр Овечкин         | [[ ]] 1900       | 2                | КФ «Сокольники»           |
| Иван Артемьев        | 19 августа 1895  | 1                | «Красная Пресня»          |
| Сергей Дмитриев-Моро | [[ ]] 1895       | 2                | ОЛЛС                      |
| Нападающие           |                  |                  |                           |
| Александр Борисов    | 12 сентября 1899 | 2                | СК «Замоскворечье»        |
| Александр Чудаков    | [[ ]] 1897       | 1                | «Моссовет»                |
| Дмитрий Маслов       | 19 октября 1901  | 1                | «Красная Пресня» (Москва) |
| Константин Васильев  | [[ ]] 1901       | 2                | КФ «Сокольники»           |
| Василий Житарев      | 13 января 1891   | 2                | КФ «Сокольники»           |
| Владимир Титов       | [[ ]] 1903       | 1                | «Динамо» (клубная)        |
| Пётр Мидлер          | 9 апреля 1906    | 1                | «Красная Пресня»          |

### Изменения в составе
| Поз | Игрок             | Прежний клуб       |
| --- | ----------------- | ------------------ |
| П   | Иван Артемьев     | «Красная Пресня»   |
| Н   | Дмитрий Маслов    | «Красная Пресня»   |
| Н   | Пётр Мидлер       | «Красная Пресня»   |
| Н   | Станислав Мизгер  | «Красная Пресня»   |
| Н   | Владимир Титов    | «Динамо» (клубная) |
| Н   | Александр Чудаков | «Моссовет»         |

| Поз | Игрок             | Новый клуб           |
| --- | ----------------- | -------------------- |
| З   | Александр Петров  | «Красные Сокольники» |
| З   | Сергей Неверов    | «Красные Сокольники» |
| Н   | Иван Осокин       | ОППВ                 |
| Н   | Александр Тягунов | «Сахарники»          |
| Н   | Николай Троицкий  | МСФК                 |
| Н   | Сергей Шумель     | «Красные Сокольники» |
| Н   | Борис Титов       | «Динамо» (клубная)   |

## Официальные матчи

### Чемпионат Москвы 1924 (весна)
Число участников — 12. Чемпион — «Красная Пресня».
Чемпионат разыгрывался в двух предварительных группах по 6 команд. Команда «Динамо» Москва заняла 4 место в первой предварительной группе.
| 4 мая ЧМ 1(8) | «Динамо» Москва     | 1:1     | «Красная Пресня» | Москва                                             |
| | - Маслов 70′ (пен.) | (отчёт) | - 82′ П.Артемьев | Стадион: «Динамо» Зрителей: 4 000 Судья: В.Смирнов |
| «Динамо» Москва: Чулков - Ленчиков, Игнатов - И.Овечкин, И.Артемьев , Дмитриев-Моро - Борисов, Чудаков, Маслов, Васильев, Житарев Красная Пресня: Баклашов - В.Хайдин, Попов - Евстигнеев, К.Блинков , Ермаков - Н.Старостин, П.Артемьев, Исаков, П.Канунников, Леута |                     |         |                  |                                                    |

| 11 мая ЧМ 2(9) | «Динамо» Москва | 0:4     | МСФК                                           | Москва                                                 |
| |                 | (отчёт) | - 16′ 53′ Селин - 34′ С.Троицкий - 70′ А.Холин | Стадион: «Динамо» Зрителей: 5 000 Судья: И.Савостьянов |
| «Динамо» Москва: Чулков - Ленчиков, Игнатов - И.Овечкин, И.Артемьев , Дмитриев-Моро - Борисов, Чудаков, Маслов, Васильев, Житарев МСФК: Н.Соколов - Рущинский, Вс.Кузнецов - Ноготков, С.Бухтеев , Малахов - Т.Григорьев, Сушков, Селин, С.Троицкий, А.Холин |                 |         |                                                |                                                        |

| 18 мая ЧМ 3(10) | «Динамо» Москва                         | 3:1     | «Желбат»        | Москва                                            |
| | - Борисов 9′ - Маслов 24′ - Житарев 81′ | (отчёт) | - 68′ Н.Симаков | Стадион: «Динамо» Зрителей: 3 000 Судья: В.Гридин |
| «Динамо» Москва: Мизгер - Ленчиков, Игнатов - И.Овечкин, И.Артемьев , Дмитриев-Моро - Борисов, Васильев, Маслов, Житарев, В.Титов «Желбат»: Михайлов - Ермаков, Полтев - Резчиков, И.Симаков, Нестеров - Макаров, В.Симаков, Н.Симаков , Фёдоров, Куликов |                                         |         |                 |                                                   |

| 25 мая ЧМ 4(11) | «Динамо» Москва | 1:1     | МСПО              | Москва                                              |
| | - Маслов 80′    | (отчёт) | - 85′ Б.Дементьев | Стадион: «Динамо» Зрителей: 3 000 Судья: И.Поспехов |
| «Динамо» Москва: Мизгер - Ленчиков, Игнатов - И.Овечкин, И.Артемьев , П.Овечкин - Борисов, Чудаков, Маслов, Житарев, В.Титов МСПО: Савин - Хрусталёв, Фёдоров - Артёмов, В.Григорьев , Бункин - И.Загрядсков, Чеснов, М.Загрядсков, Б.Дементьев, Козлов |                 |         |                   |                                                     |

| 6 июн ЧМ 5(12) | «Динамо» Москва | 0:2     | ОППВ                              | Москва                                       |
| |                 | (отчёт) | - 60′ Савостьянов - 78′ Б.Дубинин | Стадион: ОППВ Зрителей: 5 000 Судья: П.Бозов |
| «Динамо» Москва: Чулков - Ленчиков, Игнатов - Дмитриев-Моро, И.Артемьев , П.Овечкин - Борисов, Васильев, Маслов, Житарев, В.Титов ОППВ: Шимкунас - Исаев, Сысоев - Лебедев, В.Ратов, Никишин - Б.Дубинин, Савостьянов, Тюльпанов, Чесноков, Жибоедов |                 |         |                                   |                                              |

#### Итоговая таблица
Группа I:
| М | Команда          | И | В | Н | П | Мячи   | ±   | О  |
| - | ---------------- | - | - | - | - | ------ | --- | -- |
| 1 | «Красная Пресня» | 5 | 4 | 1 | 0 | 21 − 7 | +14 | 13 |
| 2 | ОППВ             | 5 | 3 | 1 | 1 | 11 − 6 | +5  | 12 |
| 3 | МСФК             | 5 | 3 | 0 | 2 | 15 − 6 | +9  | 11 |
| 4 | «Динамо»         | 5 | 1 | 2 | 2 | 6 − 9  | −3  | 9  |
| 5 | МСПО             | 5 | 0 | 2 | 3 | 5 − 12 | −7  | 7  |
| 6 | «Желбат»         | 5 | 1 | 0 | 4 | 3 − 20 | −17 | 7  |

И — игры, В — выигрыши, Н — ничьи, П — проигрыши, Мячи — забитые и пропущенные голы, ± — разница голов, О — очки

### Чемпионат Москвы 1924 (осень)
Число участников — 28 (7 групп). Чемпион — МСФК.
Осенний чемпионат предварял спортивный праздник «Приз Открытия» 3 августа на стадионе ОППВ, где футбольные команды соревновались в легкоатлетических дисциплинах. В отличие от некоторых других команд, «схитривших» и выставивших легкоатлетов (под видом футболистов), за команду «Динамо» в этих состязаниях принципиально соревновались футболисты. В результате динамовцы заняли только 5 место (среди 6 сильнейших команд). Через несколько дней городская секция игр Московского губернского совета физической культуры (МГСФК) приняла решение провести осеннее первенство среди четырех команд, при этом их отбор производился по результатам «Приза Открытия» (о чём изначально не сообщалось). В результате динамовцы попали во вторую группу (за 5-8 место), где заняли 5 место.
| 24 авг ЧМ 1(13) | «Динамо» Москва                             | 3:1     | КФК им.Воровского (Коломна) | Москва                                              |
| | - Маслов 15′ - И.Артемьев 30′ - В.Титов 70′ | (отчёт) | - 42′ Жуков                 | Стадион: «Динамо» Зрителей: 3 000 Судья: М.Корсаков |
| «Динамо» Москва: Чулков - Ленчиков, Игнатов - И.Овечкин, И.Артемьев , П.Овечкин - Борисов, В.Титов, Маслов, Житарев, Мидлер |                                             |         |                             |                                                     |

| 31 авг ЧМ 2(14) | «Динамо» Москва | 1:0     | МСПО | Москва                                           |
| | - Маслов 31′    | (отчёт) |      | Стадион: «Динамо» Зрителей: 3 000 Судья: П.Бозов |
| «Динамо» Москва: Чулков - Ленчиков, Игнатов - И.Овечкин, И.Артемьев , Дмитриев-Моро - Борисов, В.Титов, Маслов, Житарев, Мидлер МСПО: Савин - Хрусталёв, Фёдоров - Артёмов, В.Григорьев , Бункин - И.Загрядсков, Честнов, М.Загрядсков, Б.Дементьев, Козлов |                 |         |      |                                                  |

| 14 сен ЧМ 3(15) | «Динамо» Москва | 1:0     | «Сахарники» | Москва                                              |
| | - Маслов 79′    | (отчёт) |             | Стадион: «Динамо» Зрителей: 3 000 Судья: М.Корсаков |
| «Динамо» Москва: Чулков - Ленчиков, Игнатов - И.Овечкин, И.Артемьев , Дмитриев-Моро - Борисов, В.Титов, Маслов, Житарев, Мидлер «Сахарники»: Мешков - Никонов, Горбунов - В.Канаев, Лепорский, Б.Аркадьев - Соломин, Нестеров, С.Иванов, Симаков, Г.Силин |                 |         |             |                                                     |

| 21 сен ЧМ 4 | «Динамо» Москва | +:-     | КФК им.Воровского (Коломна) | Коломна |
|             |                 | (отчёт) |                             |         |

| 12 окт ЧМ 5 | «Динамо» Москва | [ 6 ]   | МСПО | Москва |
|             |                 | (отчёт) |      |        |

| 19 окт ЧМ 6(16) | «Динамо» Москва                          | 3:1     | «Сахарники»   | Москва                                                          |
| | - В.Титов 16′ - Житарев 55′ - Маслов 63′ | (отчёт) | - 42′ Г.Силин | Стадион: «Рускабель» Зрителей: 3 000 Судья: Г.Добрынин-Дулькейт |
| «Динамо» Москва: Чулков - Ленчиков, Игнатов - И.Овечкин, И.Артемьев , П.Овечкин - Борисов, В.Титов, Маслов, Васильев, Житарев «Сахарники»: Осипов - Карпов, Горбунов - В.Канаев, Лепорский, Б.Аркадьев - Г.Силин, С.Иванов, Парамонов, Симаков, В.Аркадьев |                                          |         |               |                                                                 |

#### Итоговая таблица
| М | Клуб                         | И | В | Н | П | М      | О  |
| - | ---------------------------- | - | - | - | - | ------ | -- |
| 1 | «Динамо»                     | 5 | 5 | 0 | 0 | 8 — 2  | 15 |
| 2 | «Сахарники»                  | 6 | 4 | 0 | 2 | 9 — 7  | 14 |
| 3 | МСПО                         | 5 | 1 | 0 | 4 | 6 — 11 | 7  |
| 4 | КФК им. Воровского (Коломна) | 6 | 1 | 0 | 5 | 4 — 7  | 6  |

### Первенство «Динамо»
Матч на кубок ЛГСФК (Ленинградского губернского совета физкультуры) на празднике открытия стадиона «Динамо» в Ленинграде
| 15 авг ЧД 1(2) | «Динамо» Москва                                           | 4:1     | «Динамо» Ленинград | Ленинград                         |
| | - В.Титов 23′ - Житарев 37′ - Маслов 60′ - И.Артемьев 77′ | (отчёт) | - 68′ Богданов     | Стадион: «Динамо» Зрителей: 4 000 |
| «Динамо» Москва: Чулков - Лёнчиков, Игнатов - И.Овечкин, И.Артемьев , Дмитриев-Моро - Борисов, В.Титов, Маслов, Житарев, Мидлер |                                                           |         |                    |                                   |

## Товарищеские матчи

#### Тур в Донбасс
| 15 июн ТМ 1 | «Динамо» Москва | 1:0     | Сталино |  |
|             |                 | (отчёт) |         |  |

| 16 июн ТМ 2 | «Динамо» Москва | 0:1     | Сталино |  |
|             |                 | (отчёт) |         |  |

| ? июн ТМ 3 | «Динамо» Москва | 1:1     | команда рудника «Ветка» |  |
|            |                 | (отчёт) |                         |  |

| ? июн ТМ 4 | «Динамо» Москва | 2:0     | команда рудника «Макеевка» |  |
|            |                 | (отчёт) |                            |  |

#### Товарищеские игры
| 13 июл ТМ 5 | «Динамо» Москва | 0:0     | «Красный Путиловец» (Ленинград) | Москва            |
| |                 | (отчёт) |                                 | Стадион: «Динамо» |
| «Динамо» Москва: Чулков - Лёнчиков, Игнатов - И.Овечкин, И.Артемьев , Дмитриев-Моро - Борисов, Васильев, Маслов, Житарев, В.Титов «Красный Путиловец» (Ленинград): Левицкий - Новиков, Чечот - Стукалов, Хромов, Маринин - Сыкин, Васильев, Иванов, Киселёв, Лобашев |                 |         |                                 |                   |

| 21 июл ТМ 6 | «Динамо» Москва | 2:0     | Сталино | Москва                         |
| |                 | (отчёт) |         | Стадион: «Динамо» Судья: Розов |
| «Динамо» Москва: Чулков - Лёнчиков, Игнатов - И.Овечкин, И.Артемьев , Дмитриев-Моро - Борисов, Васильев, Маслов, В.Титов, Мидлер Сталино: Разорёнов - Стерник, Вакуленко - Навольнев, Алексеев, Щербинов - Головнёв, Мельников, Даар, Ауэрман, Бескровный |                 |         |         |                                |

#### Тур в Ленинград
| 16 авг ТМ 7 | «Динамо» Москва | 1:2     | Ленинград (армейская сборная) | Ленинград |
|             |                 | (отчёт) |                               |           |

| 17 авг ТМ 8 | «Динамо» (сборная) | 2:2     | «Большевик» (Ленинград) | Ленинград |
|             |                    | (отчёт) |                         |           |

#### Тур в Ярославль
| 20 авг ТМ 9 | «Динамо» Москва | 3:1     | «Заря социализма» (Ярославль) | Ярославль |
|             |                 | (отчёт) |                               |           |

| ? авг ТМ 10 | «Динамо» Москва | 3:1     | Рабочий клуб (Глухово) | Глухово |
| |                 | (отчёт) |                        |         |
| «Динамо» Москва: Савельев- Лёнчиков, Игнатов - Журавлёв, И.Артемьев , Дмитриев-Моро - Борисов, В.Титов, Николаенко, Чехров, Мидлер |                 |         |                        |         |

## Статистика сезона
| Игрок                | Чемпионат Москвы | Чемпионат Москвы | Чемпионат «Динамо» | Чемпионат «Динамо» | Итого           | Итого   | Товарищеские матчи | Товарищеские матчи | Всего официальные матчи | Всего официальные матчи |
| Игрок                | Вышел на замену  | Гол              | Вышел на замену    | Гол                | Вышел на замену | Гол     | Вышел на замену    | Гол                | Вышел на замену         | Гол                     |
| Вратари              | Вратари          | Вратари          | Вратари            | Вратари            | Вратари         | Вратари | Вратари            | Вратари            | Вратари                 | Вратари                 |
| -------------------- | ---------------- | ---------------- | ------------------ | ------------------ | --------------- | ------- | ------------------ | ------------------ | ----------------------- | ----------------------- |
| Фёдор Чулков         | 7                | (-9)             | 1                  | (-1)               | 8               | (-10)   | 2                  | (-0)               | 16                      | (-23)                   |
| Станислав Мизгер     | 2                | (-2)             |                    |                    | 2               | (-2)    |                    |                    | 2                       | (-2)                    |
| Защитники            |                  |                  |                    |                    |                 |         |                    |                    |                         |                         |
| Иван Ленчиков        | 9                |                  | 1                  |                    | 10              |         | 3                  |                    | 18                      |                         |
| Николай Игнатов      | 9                |                  | 1                  |                    | 10              |         | 3                  |                    | 18                      |                         |
| Полузащитники        |                  |                  |                    |                    |                 |         |                    |                    |                         |                         |
| Иван Овечкин         | 8                |                  | 1                  |                    | 9               |         | 2                  |                    | 17                      |                         |
| Иван Артемьев        | 9                | 1                | 1                  | 1                  | 10              | 2       | 3                  |                    | 10                      | 2                       |
| Сергей Дмитриев-Моро | 6                |                  | 1                  |                    | 7               |         | 3                  |                    | 7                       |                         |
| Пётр Овечкин         | 4                |                  |                    |                    | 4               |         |                    |                    | 6                       | 1                       |
| Нападающие           |                  |                  |                    |                    |                 |         |                    |                    |                         |                         |
| Александр Борисов    | 9                | 1                | 1                  |                    | 10              | 1       | 3                  |                    | 10                      | 1                       |
| Владимир Титов       | 7                | 2                | 1                  | 1                  | 8               | 3       | 3                  |                    | 8                       | 3                       |
| Дмитрий Маслов       | 9                | 7                | 1                  | 1                  | 10              | 8       | 2                  |                    | 10                      | 8                       |
| Василий Житарев      | 9                | 2                | 1                  | 1                  | 10              | 3       | 1                  |                    | 18                      | 9                       |
| Константин Васильев  | 5                |                  |                    |                    | 5               |         | 2                  |                    | 5                       |                         |
| Александр Чудаков    | 3                |                  |                    |                    | 3               |         |                    |                    | 3                       |                         |
| Пётр Мидлер          | 3                |                  | 1                  |                    | 4               |         | 2                  |                    | 4                       |                         |